# Moshe Jana
Moshe Jana (hebräisch משה יאנה; geb. 1964) ist ein israelischer Ingenieur und Manager. Seit 2023 leitet er als Chief Executive Officer (CEO) die Israelischen Eisenbahnen (Rakkevet Israel).

## Biografie
Moshe Jana studierte am Technion in Haifa, wo er 1995 ein Bachelor-Examen in Mechanik (Mechanical Engineering) und 2003 einen Master-of-Engineering-Abschluss in Systemtechnik ablegte.
Er arbeitete zunächst für die Israelischen Verteidigungsstreitkräfte, leitete von 2007 bis 2009 die Abteilung für Logistik und Organisation, 2008 bis 2011 die Marine-Werft, beides im Range eines Oberstleutnants. Von 2011 bis 2015 stand er als Brigadegeneral der Abteilung Nachschub im Marine-Kommando vor. 2016 wechselte er in die Wirtschaft und wurde Vizepräsident von Zoko Shiluvim. Ab 2020 leitete er die Ahdod Port Copany, die den Hafen von Ashdod betreibt. 2023 wechselte er an die Spitze von Israel Railways.